# Latdorf

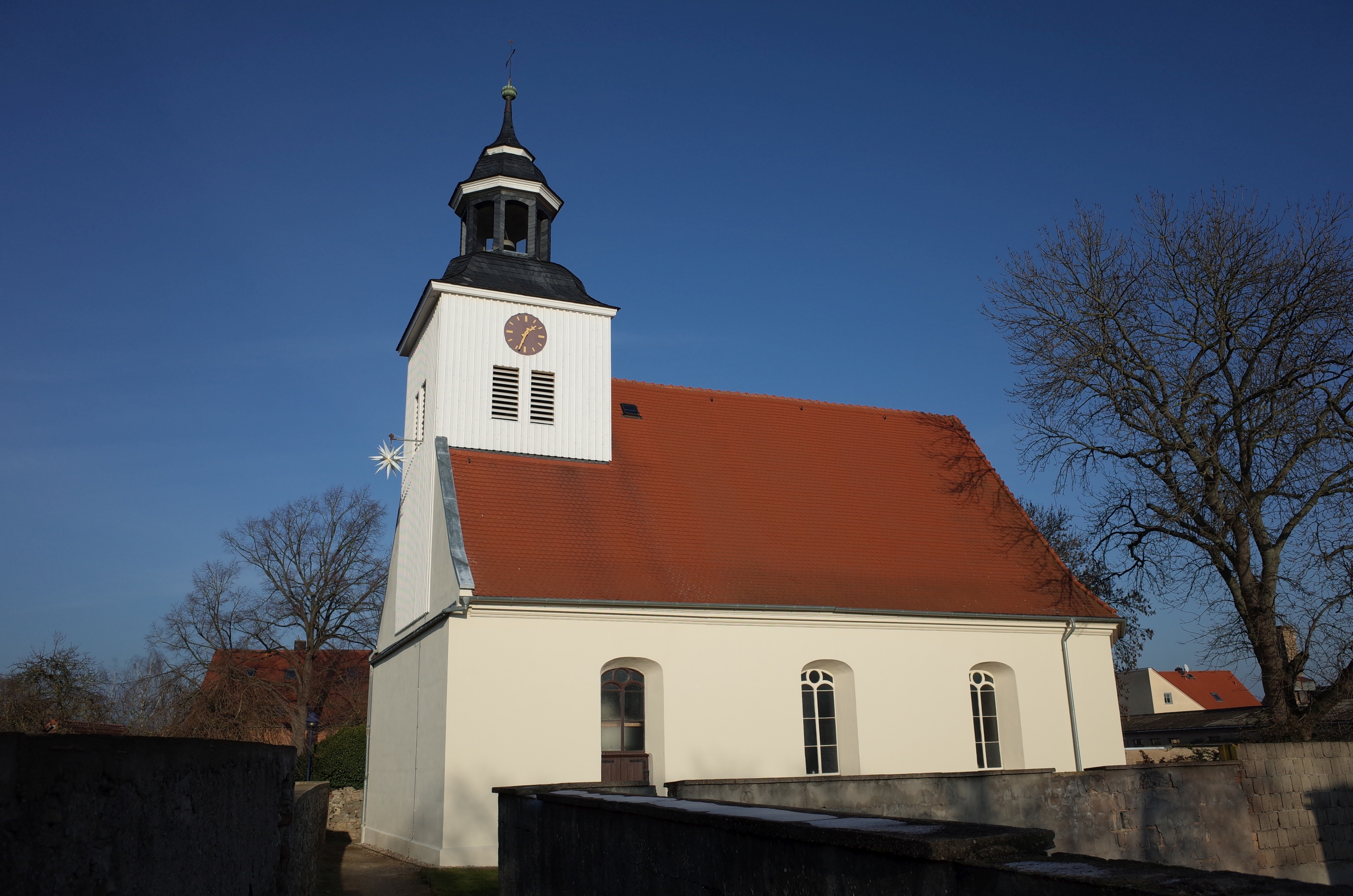
Ev. Kirche St. Laurentius

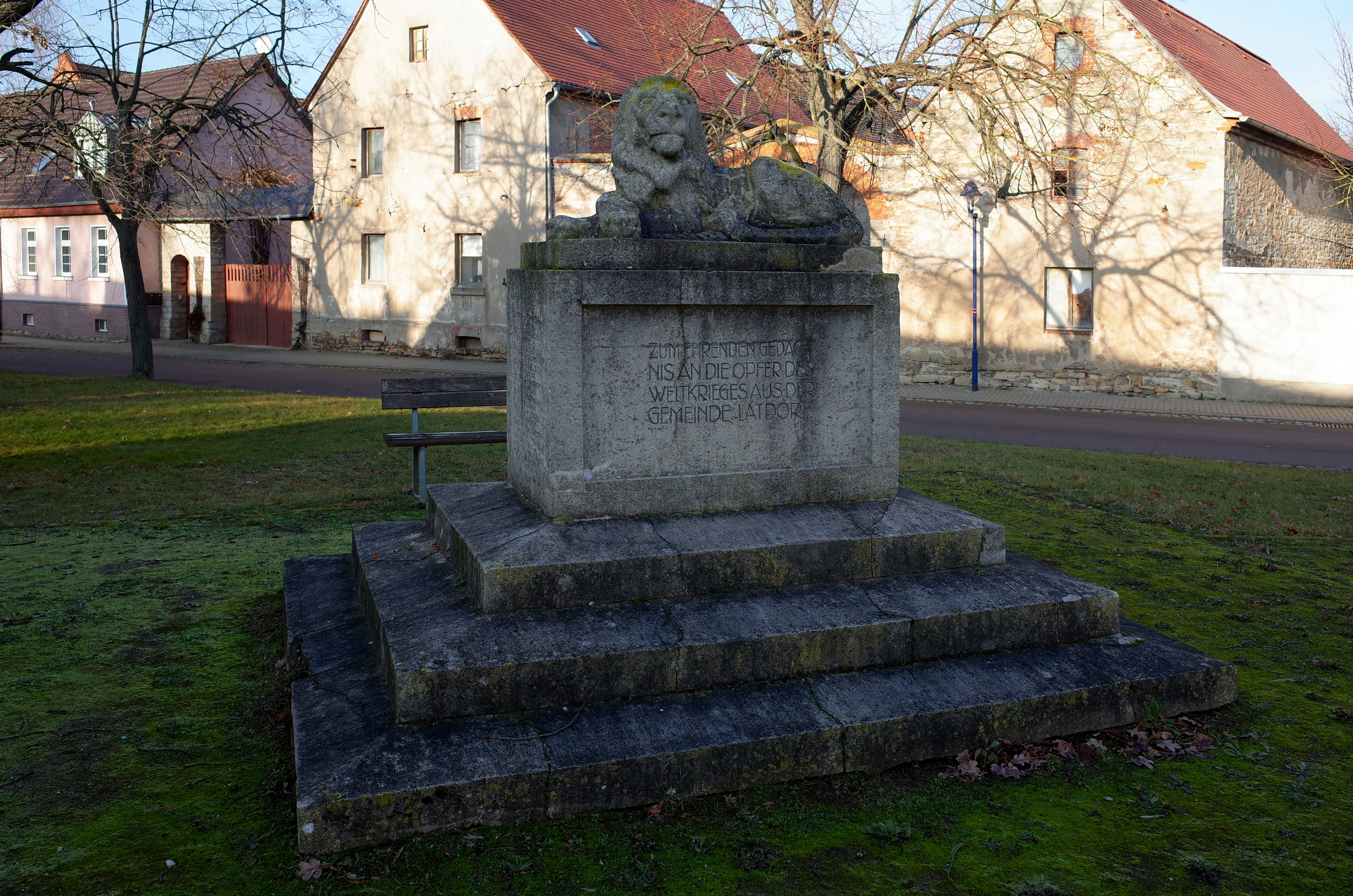
Gefallenendenkmal

Latdorf ist ein Ortsteil der Stadt Nienburg (Saale) im Salzlandkreis in Sachsen-Anhalt, Deutschland.

## Geografie

### Geografische Lage
Latdorf liegt nordöstlich von Bernburg (Saale) an der Saale. Die Gemeinde gehört der Verwaltungsgemeinschaft Nienburg (Saale) an, die ihren Verwaltungssitz in der Stadt Nienburg (Saale) hat.

## Geschichte
Latdorf wurde erstmals im Jahr 1144 als Lattorp urkundlich erwähnt. Der Ort ist Stammsitz des Adelsgeschlechts Lattorff.
Durch einen Gebietsänderungsvertrag hat der Gemeinderat der Gemeinde Latdorf am 19. Februar 2008 beschlossen, dass die Gemeinde Latdorf in die Stadt Nienburg (Saale) eingemeindet wird. Dieser Vertrag wurde vom Landkreis als unterer
Kommunalaufsichtsbehörde genehmigt und trat am 1. Januar 2010 in Kraft.
Nach Eingemeindung der bisher selbständigen Gemeinde Latdorf wird Latdorf Ortsteil der Stadt Nienburg (Saale). Für die eingemeindete Gemeinde wird die Ortschaftsverfassung nach den §§ 86 ff. der Gemeindeordnung Sachsen-Anhalt eingeführt. Die eingemeindete Gemeinde Latdorf und künftige Ortsteil Latdorf wird zur Ortschaft der aufnehmenden Stadt Nienburg (Saale). In der eingemeindeten Gemeinde und nunmehrigen Ortschaft Latdorf wird ein Ortschaftsrat mit sieben Mitgliedern einschließlich Ortsbürgermeister gebildet.

## Kultur- und Sehenswürdigkeiten
- „Löwendenkmal“ zum Gedenken der Gefallenen des I. Weltkrieges.
- Dorfkirche St. Laurentius, ein 1742 errichteter Saalbau.

## Wirtschaft und Infrastruktur

### Verkehr
Südlich von Latdorf verläuft die Bundesstraße 185, Bernburg (Saale) nach Köthen (Anhalt). Die Autobahn A 14 die von Halle (Saale) nach Magdeburg führt, liegt westlich von Latdorf.

### Kalkteiche
Mit Calciumchlorid belastetes Abwasser der Sodaproduktion in Bernburg nach dem Solvay-Verfahren wird in Absetzbecken (Kalkteiche) bei Latdorf geleitet, wobei das Oberflächenwasser wieder in die Saale geleitet wird.